# Храм Марса-Мстителя
Храм Марса-Мстителя (лат. Mars Ultor) — руины храма на форуме Августа в Риме.
Форум и храм были освящены во 2 году до н. э. Храм находился в центре форума, на подиуме и первоначально задумывался как напоминание о битве при Филиппах, по окончании работ служил символом примирения императора с сенатом.
Храм был богато украшен белым каррарским мрамором и 8 колоннами коринфского ордера. В апсиде хранились культовые статуи Марса, Венеры и Ромы, Фортуны и Ромула. В экседрах находились статуи и бюсты полководцев, царей, мифологических фигур и поэтов. Возможно, перед храмом располагалась квадрига, символизирующая триумф Августа.